# Août 1914

## Événements
- Début de l'aviation militaire d'observation qui s'avère déterminante dès les premières semaines de la Première Guerre mondiale.

- 1er août :
  - La Suisse décrète la mobilisation générale.
  - Ouverture du parc national suisse.

- 2 août :
  - le 10e congrès mondial d'espéranto, pour lequel 3 739 personnes d'une cinquantaine de pays se sont inscrites, doit s'ouvrir en présence de Zamenhof. Il n’a pas lieu car la Première Guerre mondiale éclate.

- 4 août : 
  - Canada : établissement de la Garnison Valcartier.
  - L'armée impériale allemande envahit la Belgique.

- 5 août : 
  - Traité Bryan-Chamorro entre les États-Unis et le Nicaragua. Les États-Unis contrôlent la vie politique du pays jusqu’en 1924.
  - Le chef du parti travailliste britannique, Ramsay MacDonald, trop pacifiste, est contraint de céder la place à Arthur Henderson[1].

- 6 août : bombardement aérien de Liège par un Zeppelin.

- 8 août :
  - Union Sacrée en Russie : la Douma vote les crédits de guerre. Division des socialistes (ralliement à l’Union Sacrée, internationalisme, défaitisme).
  - Lois sur la défense du royaume (DORA, Defence of the Realm Act) en Grande-Bretagne: couvre-feu, censure de la presse, jugement par des cours martiales des civils suspectés d’intelligence avec l’ennemi. Elles s’étendront par la suite aux horaires d’ouverture des pubs et au rationnement.
  - Pendaison de Rudolf Duala Manga au Cameroun, suivie de plusieurs exécutions.

- 14 août : 
  - la loi des mesures de guerre est adoptée;
  - premier bombardement aérien important de la Grande Guerre. Deux appareils français (pilotes : Cesari et Prud'hommeaux) bombardent des hangars à dirigeables allemands près de Metz.

- 15 août : 
  - Le canal de Panama est inauguré. Les États-Unis octroient une indemnité à la Colombie.
  - En Pologne russe, les nationaux-démocrates et leur chef Roman Dmowski, hostiles aux Empires centraux, se rallient au tsar contre la promesse de l’unité et de l’autonomie de la Pologne au sein de l’Empire russe (proclamation du grand-duc Nicolas).

- 19 août :
  - Les troupes Allemandes entrent à Bruxelles.
  - Le président Woodrow Wilson proclame la neutralité des États-Unis dans le conflit;

- 20 août :
  - Mort du pape Pie X

- 22 août : 
  - Le 22 août 1914 est le jour le plus meurtrier de l'Histoire de France : 27 000 soldats français sont tués pendant cette seule journée dans les Ardennes belges (quatre fois plus qu'à Waterloo), dont près de la moitié à Rossignol.

- 25 août : 
  - Trois avions britanniques contraignent un appareil allemand à se poser derrière les lignes alliés ; c'est la première victoire aérienne de la Grande Guerre.

- 29 août :
  - Le gouvernement français quitte Paris menacée par l'avancée allemande et s'installe à Bordeaux laissant la capitale sous le gouvernement militaire du général Gallieni.

- 30 août :
- Bombardement de Paris et de sa banlieue par des avions

- 31 août :
  - Saint-Pétersbourg est rebaptisé Petrograd.

## Naissances
- 2 août : Félix Leclerc, poète et chanteur québécois († 1988).
- 5 août : Parley Baer, acteur américain († 22 novembre 2002).
- 9 août :
  - Robert Arambourou, archéologue et préhistorien français († 30 novembre 1989).
  - Ferenc Fricsay, chef d'orchestre hongrois († 20 février 1963).
  - Leif Hamre, écrivain norvégien († 23 août 2007).
- 13 août : Luis Mariano, chanteur d'opérette espagnol († 14 juillet 1970).
- 15 août : Pierre Goursat (15 août 1914-25 mars 1991), fondateur de la communauté de l'Emmanuel.
- 19 août : Lucien Vlaemynck, coureur cycliste belge († 14 juin 1994).
- 26 août : Daniel Derveaux, écrivain français († 14 novembre 2010).

## Décès
- 7 août : Marcel Kerff, coureur cycliste belge (° 2 juin 1866).
- 9 août : Corchaíto (Fermín Muñoz Corchado y González), matador espagnol (° 10 octobre 1882).
- 11 août : Pol Plançon, chanteur d'opéra belge.
- 14 août : François-Édouard Meloche, artiste.
- 16 août : Caroline Freeman, enseignante et directrice d'école néo-zélandaise (° dans les années 1850).
- 20 août : Pie X, né Giuseppe Melchiore Sarto, pape (° 1835).